# 比羅縣 (伊利諾伊州)
比羅縣（英語：Bureau County）是美国伊利诺伊州北部的一個縣，面積2,262平方公里。根據2020年美國人口普查，共有人口33,244人。縣治普林斯頓（Princeton）。該縣成立於1837年2月28日，以紀念曾任法国毛皮商皮埃爾·比羅（Pierre de Beuro）。